# Via Appia
Apijski put (latinski i talijanski: Via Appia) je jedan od najstarijih i strateški najvažnijih puteva koje je sagradila Rimska Republika. Duga više od 800 kilometara, Via Appia spajala je Rim s Brindisijem u Apuliji, na jugoistoku Italije.
Put je ime dobio po Apiju Klaudiju Slijepom, rimskom cenzoru koji je godine 312. pr. Kr. i započeo i dovršio izgradnju prve dionice za vrijeme samnitskih ratova. 
Skupina od 19 mjesta na Apijskom putu, uključujući slavoluke, terme, amfiteatre i bazilike, akvedukte, kanale, mostove i javne fontane, upisani su na UNESCO-ov popis mjesta svjetske baštine u Europi 2024. godine jer „predstavljaju naprednu tehničku vještinu rimskih inženjera u izgradnji cesta, građevinskim projektima, infrastrukturi i opsežnim melioracijskim radovima”.

## Povijest
Izgrađena i razvijana od 312. pr. Kr. do 4. stoljeća, izvorno je zamišljena kao strateška cesta za vojna osvajanja, povezujući najizravnijim putem Rim s Capuom i koristila se za prijevoz vojnih zaliha protiv Samnita. Kako je Rim nastavljao svoje teritorijalno širenje, Via Appia je proširena prema Beneventumu, Tarentumu i Brundisiumu (oko 190. pr. Kr.), čime učvršćen put osvajanju Istoka i Male Azije. Via Appia kasnije je omogućila rast gradova koje je povezivala i nastanak novih naselja, olakšavajući poljoprivrednu proizvodnju i trgovinu, te je bila otvorena svima za korištenje bez naplate cestarine. Via Appia tako je postala jedna od najvažnijih trgovačkih ruta u Italiji, pa čak i u Rimskom Carstvu. Nije slučajno da je već u antičko doba bila poznata kao Regina Viarum , "Kraljica putova".
Nakon što je Spartak poražen u Trećem ratu robova 71. pr. Kr., 6.000 njegovih sljedbenika koji su preživjeli bitku razapeti su na Apijskom putu između Capue i Rima.
Godine 109., car Trajan otvorio je Via Traianu, produžetak Via Appie s namjerom da lakše poveže Beneventum s Brundisiumom duž jadranske obale. Time je vrijeme putovanja od Rima do Brindisija smanjeno s otprilike četrnaest dana na dvanaest dana.
Prema crkvenoj tradiciji, Via Appia je također put kojim se Sveti Petar vratio u Rim nakon što je sreo Krista dok je bježao iz Rima (Quo vadis).
Od kasne antike nadalje, cesta je počela propadati zbog nedostatka održavanja. Godine 536., Belizar je iskoristio Apijev put za napredovanje prema Rimu tijekom Gotskog rata (535. – 554.). Međutim, prije svega zbog postupnog močvarenja Pontinske ravnice, sjeverni dio ceste postajao je sve neupotrebljiviji. Napuštanje naselja Tres Tabernae kod Latine označilo je njezin konačni pad.
Via Appia se nastavila koristiti kroz stoljeća, ali uglavnom kao pristupni put ruralnim selima. Početkom srednjeg vijeka Rimska crkva oslanjala se na njega kako bi širila kršćanstvo oživljavanjem poljoprivrede. Od 11. stoljeća zgrade uz cestu prenamijenjene su u obrambene građevine, a hodočasnici i križari putovali su njome na putu do Svete zemlje. Usred obnovljenog interesa za antiku i njezine spomenike tijekom renesanse, papinstvo je dalo provesti restauratorske radove na cesti zbog njezine duhovne i povijesne vrijednosti za kršćanstvo. U 16. stoljeću počela se oblikovati ideja o arheološkoj konzervaciji ceste.
Danas je Via Appia uglavnom prekrivena modernom državnom cestom Via Appia Nuova, službene oznake Strada Statale 7 Via Appia (SS 7), važan dio talijanske mreže autocesta i uglavnom prati istu rutu kao i drevna cesta, tj. proteže se otprilike 540 kilometara od Rima do Brindisija. Tamo gdje drevna ruta nije prekrivena modernom cestom, drevni popločani dio često je još uvijek sačuvan ili iskopan. 

## Drevna Via Appia
Prvi prigradski kilometri Via Appia Antica u jugoistočnom Rimu značajno su arheološko nalazište i popularno rekreacijsko područje. Cesta i njezina neposredna okolica zaštićeni su od daljnjeg razvoja prigradskih područja kao regionalni park (drugi najveći urbani park u Europi). Kao „arterijska cesta” (koja povezuje centar s granicama grada), Apijanski put u antičko je doba bio obložen grobnicama, imanjima i termalnim kupeljima. Osim brojnih nadzemnih spomenika, uz rub ceste mogu se pronaći nekoliko iskapanja i ulazi u nekoliko ranokršćanskih katakombi. Pored njih najpoznatije znamenitosti u parku su: Maksencijeva vila, grobnica Cecilije Metele i Vila Kvintilija.
Rimsko inženjerstvo je doseglo svoj vrhunac pri izgradnji Apijskog puta, uključujući opsežne melioracijske radove, izgradnju velikih građevinskih radova i korištenje najtrajnijih i najinovativnijih tehnika za izgradnju kolnika. Osim toga, cesta je bila opremljena brojnim sadržajima koji su olakšavali putovanje. Na mnogim mjestima duž nje nalazili su se vojni miljokazi koji su označavali udaljenosti, fontane za ljude i životinje te usputne postaje koje su ubrzo pretvorene u prenoćišta i mjesta za odmor putnika.
Kao referentna točka za podjelu zemljišta dodijeljenog vojnim veteranima Via Appia je određivala regulaciju i agregaciju novih urbanih stambenih područja duž svog toka jer je često birana kao decumanus (glavna ulica). Via Appia je tako oblikovala razvoj drevnih gradova koje je povezivala ili koji su bili s njom povezani, a koji je imao utjecaj na veći dio Mediterana više od tisuću godina.
Ruta je obrubljena svim strukturnim i urbanim tipologijama karakterističnim za rimsku civilizaciju (hramovi, pogrebni spomenici, akvedukti i vile), a na ulazima u grad: slavolucima, portalima ili značajnim građevinama kao što su: kazališta, amfiteatari i kupke, koji svi svjedoče o drevnoj civilizaciji.
- Via Appia Antica u blizini rimske četvrti Quarto Miglio
- Regionalni park Apijskog puta, Rim
- Akvedukt Aqua Claudia u Parco degli Acquedotti
- Portal iznad kolnika Apijskog puta u Terracinu, Lacij
- Miljokaz na dionici kod grada Itri, Lacij
- Via Appia sa starim forumom Minturnae, Lacij
- Hadrijanov slavoluk na Apijskom putu u Capui, Kampanija
- Most kod Apollosa, Kampanija
- Most leproza, Benevento
- Arheološki park Aeclanum, Kampanija
- Vila u Arheološkom parku Venosa, Basilicata

## Vanjske poveznice
|  | Zajednički poslužitelj ima još gradiva o temi Via Appia |

- Appian Way Regional Park  Arhivirana inačica izvorne stranice od 19. kolovoza 2009. (Wayback Machine)
- Via Appia Antica From Torre In Selci To Frattocchie
- Via Appia Antica From Cecilia Metella To Torre In Selci